# Arthur Pryor
Arthur Willard Pryor (Saint Joseph, 22 settembre 1869 – West Long Branch, 18 giugno 1942) è stato un trombonista e compositore statunitense, capo orchestra e solista della banda di John Philip Sousa.

## Biografia
La sua composizione più conosciuta è stata ''The Whistler and His Dog". Nei suoi ultimi anni di vita si occupò di politica, militando nel Partito Democratico.

### Primi anni ed educazione
Nacque il 22 settembre 1869, al secondo piano del Lyceum Theater di Saint Joseph nello stato del Missouri. Spesso il 1870 è stato riportato come anno di nascita, ma Arthur è registrato come neonato nel Censimento federale del gennaio del 1870, quindi è chiaramente nato nel 1869. Figlio di Samuel Pryor, un maestro di banda e fondatore della Pryor Band e di sua moglie, Arthur cominciò a studiare musica molto presto, sotto la guida del padre, suonando il trombone a pistoni dall'età di 11 anni. La storia racconta che il padre, dopo che Arthur aveva suonato una nota sbagliata, lo abbia colpito in testa con un archetto da violino, ferendolo. Il ragazzo continuò a migliorare, considerato un bambino prodigio, fino a vincere un posto nella famosa banda di John Philip Sousa.

### Carriera musicale
Pryor diresse la Stanley Opera Company di Denver fino a quando nel 1892 entrò a far parte della banda di John Philip Sousa. Eseguì il suo primo assolo con la banda all'età di 22 anni durante la Fiera di Chicago del 1893. Nei suoi 12 anni con la Sousa Band, nei quali svolse anche il ruolo di Maestro Assistente dal 1895 al 1903, Pryor calcolò di aver suonato oltre 10.000 soli.
Nel periodo in cui rimase con il Re delle Marce, come veniva chiamato Sousa, Pryor effettuò trasferte negli USA ed in Europa, dove ebbe modo di esibirsi di fronte a Re Edoardo VII d'Inghilterra e allo Zar Nicola II di Russia.
Nel 1902, dopo la morte del padre, Pryor cessò la sua collaborazione con Sousa e si occupò delle riorganizzata Pryor Band; ne diresse il debutto al Majestic Theatre di Broadway, a New York City il 15 novembre 1903. Nei seguenti 30 anni la banda di Pryor fu un'istituzione americana. Arthur fece la sua prima apparizione all'Asbury Park Shore nel 1904, dove continuò a suonare fino al 1930. La Pryor Band continuò a girovagare fino al 1909, quando Arthur decise di fissare la sede della Banda ad Asbury Park. Nello stesso periodo divenne un direttore abituale ed arrangiatore per la casa discografica Victor di Camden nel New Jersey. Organizzò una seconda banda che suonò per anni in una struttura d'intrattenimento a Coney Island, a New York.

### Carriera successiva alla direzione e morte
Pryor si ritirò dalla direzione a tempo pieno nel 1933. Il 7 novembre di quell'anno, lui e Henry W. Herbert furono eletti nel consiglio della Contea di Monmouth, in New Jersey, sconfiggendo il direttore Bryant B. Newcomb ed il suo alleato politico Arthur Johnson. Pryor e Herbert rimasero in carica per un periodo di tre anni e nelle elezioni del 1936 furono scalzati dai Repubblicani.
Pryor e sua moglie, Maude Russell Pryor, ebbero tre figli: Roger Pryor (1901–1974), anch'egli direttore di banda e attore cinematografico, Arthur Pryor Junior e Samuel Pryor.
Arthur Pryor Senior ebbe un ictus il 17 giugno 1942 e morì il giorno successivo nella sua casa di West Long Branch in New Jersey. Il funerale si tenne il 21 giugno alla Trinity Episcopal Church di Asbury Park e la salma fu tumulata nel Glenwood Cemetery di West Long Branch.

## Opere
Pryor compose circa 300 brani, incluse marce, brani leggeri, brani orchestrali e tre operette: Jinga Boo, Uncle Tom's Cabin e On the Eve of Her Wedding Day. Tra i suoi brani più conosciuti ci sono On Jersey Shore, Queen Titania e The Whistler and His Dog. Lavorò ad un'opera intitolata Peter and Paul, con un libretto di L. Frank Baum.
Durante la sua carriera Pryor scrisse brani che fanno parte ancora adesso della letteratura per trombone, incluso un arrangiamento di Bluebells of Scotland e del brano The Whistler and His Dog, con il suo famoso assolo di ottavino. Una buona parte di questa letteratura è stata incisa da Ian Bousfield nel suo CD Pryor Engagement (Doyen DOY CD212).
Nel 1985, un gran numero di partiture di Pryor sono state ritrovate del direttore d'orchestra Rick Benjamin, che le ha poi eseguite con la sua Paragon Ragtime Orchestra.